# قوانین مدنی
قوانین مدنی بیشتر ریشه در قوانین شرعی و عرفی دارد؛ بنابراین، در هر جامعه ای با توجه به برخی ویژگی‌های فرهنگی و قوانین عرفی و شرعی، قوانین مدنی وضع می‌شود. روشن است، که همراه با قوانین مدنی مجازات‌هایی نیز برای وادار کردن افراد به رعایت آن‌ها طراحی می‌شود. قوانین مدنی انعطاف پذیر و قابل تغییر و تحول و دگرگونی ست. مطالعهٔ تاریخ جوامع نشانگر این تغییرات است. در جوامع جدید، با تحول و گسترش نهادهای مختلف، تخصصی شدن کارها و به وجود آمدن شرایط جدید برای افراد و به ویژه رشد فردیت، فوانینی برای حفظ حقوق فردی به وجود  آمده‌است. این قوانین به نوبهٔ خود، به‌طور مداوم با هر یک از تحولات جدید تغییر می‌کنند؛ و این روند هماهنگ سازی همواره ادامه می‌یابد. به عنوان مثال، قوانین مدنی مربوط به ازدواج، حاصل ویژگی‌های هر جامعه و پیرو الگوهای تغییر و تحولات آن است، از این رو می‌بینیم که برای نمونه در کالیفرنیا دو همجنس می‌توانند بنابر قانون با هم ازدواج کنند؛ حال آنکه در ایالت ویرجینیا چنین قوانینی وجود ندارد.